# Bournside
Bournside – wieś w Anglii, w hrabstwie Gloucestershire. Leży 11 km na wschód od miasta Gloucester i 143 km na zachód od Londynu.